# سیاورز
سیاورز، روستایی است از توابع بخش خرم‌آباد شهرستان تنکابن در استان مازندران ایران. 
آثار باستانى : 
كهندژ سياورز
```
گذشته اين كهندژ به دوره اشكانيان باز مى گردد
```

در اثر بزرگ و ماندگار تاريخ تمدن ويل دورانت و همچنين تاريخ گزنفون از اين كهندژ با نام اِسْپَهدِژ نام برده شده است، اين كهندژ در ايران، استان مازندران، در منطقه ثلاث محال تنكابن ( شهسوار : در دوره پهلوى ) ، دهستان بلده ، روستاى سياورز واقع شده است. با بررسى آثار ولاديمير يارسكوف تاريخ نگار روس تبار و اهل شوروى كه در زمان اشغال تهران در سال ١٣٢١ وارد ايران شده بود و به مطالعه آثار باستانى شمال ايران پرداخته بود در مقاله تاريخ شمال ايران به نام اِسپَدِژ ( اسپهدژ ) بر مى خوريم، طبق نظر اين تاريخ نگار روسى ؛ اين دژ متعلق به دوره اشكانى مى باشد ، اين دژ بعلت اينكه يكي از قديمي ترين دژها و قلاع تنكابن و منطقه شمالى ايران است با عنوان كهندژ ياد شده است ، ذكر شده است كه در ابتداى عصر غزنوى براى ساخت قلعه تنكا واقع در قلعه گردن فعلي كه در سه كيلومتري اين دژ قرار دارد ، مكان استراحت گاه و انبار مصالح جهت ساخت ساروج در اين دژ بوده است. 
مكان فعلي اين دژ يا همان كُهَنْدِژ در ناحيه شمالى روستاى سياورز است كه در ميان باغ هاى مركبات بوميان اين محل و در جوار رودخانه كيوا است.
```
 
سازمان ميراث فرهنگى ايران تا كنون براى ثبت اين مكان هيچ اقدامى ننموده است و سالانه بسيارى از افراد كه سوداى پيدا كردن گنج در سر دارند به اين كهندژ مي روند و حفارى غير قانونى انجام ميدهند.
```

## جمعیت
این روستا در دهستان بلده قرار دارد و براساس سرشماری مرکز آمار ایران در سال ۱۳۸۵، جمعیت آن ٩٠٥ نفر (۲۷۴خانوار) بوده‌است.
سیاورز (به فتح "و" و "ر" )روستایی است از توابع خرم آباد شهرستان تنکابن. این روستا از سمت شمال به شهید آباد، از سمت غرب به  قلعه گردن، از جنوب به گرماپشته و از شرق به میانسرا متصل است.فاصله روستا تا مرکز شهر  ۸کیلومتر و میزان جمعیت آن حدود ۱۱۰۰ نفر است. این روستا دارای یک مدرسه ابتدایی خانه بهداشت گرمابه عمومی و بانک مهر رضا می‌باشد . شغل اکثر مردم روستا کشاورزی و باغداری است و محصول عمده آن مرکبات، کیوی، برنج و چای ، خرمالو ، گل و گياهان زينتى است. نام فامیلی اکثر مردم آن معافی مدنی،سیدی و بهرامی می‌باشد . در حال حاضر اين روستا از نظر تراكم افراد تحصيلكرده در سطح دانشگاهى يكى از روستاهاى سرآمد در منطقه است.